# 3004 Knud
3004 Knud è un asteroide della fascia principale. Scoperto nel 1976, presenta un'orbita caratterizzata da un semiasse maggiore pari a 2,5896561 UA e da un'eccentricità di 0,2665108, inclinata di 30,14644° rispetto all'eclittica.
L'asteroide è dedicato all'esploratore danese e groenlandese Knud Rasmussen.